# Božo Antunović
Božo Antunović, hrvatski političar i visoki dužnosnik iz Bosne i Hercegovine. Obnašao dužnost ministra prostornog uređenja i zaštite okoliša u Vladi Županije Soli. Dopredsjednik županijskog odbora u ŽO HDZ BiH Soli.